# Mario Sergio Zacheski
Mario Sergio Zacheski, conhecido popularmente como Delegado Bradock (Ponta Grossa, 22 de junho de 1953), é um advogado, delegado e político brasileiro.

## Biografia
Formado em Matemática, Letras, Farmácia e Bioquímica, foi professor e farmacêutico. Concluiu o curso de Direito e entrou para a polícia civil do Paraná em 1994, tornando-se delegado.
Em 2002, foi eleito Deputado Estadual pela PMDB do Paraná, com 46.641 votos
Figura folclórica na Assembléia Legislativa do Paraná, por participar de todas as seções vestido com roupas de estampa camufladas (usual para uniforme do exército), nesta gestão foi presidente da Comissão de Segurança Pública e autor de leis como a Lei 14.285 de 9 de fevereiro de 2004, Lei 14.997 de 26 de janeiro de 2006 e a Lei 15.448 de 15 de janeiro de 2007, todas com vínculos administrativos da segurança pública estadual. 
Em 2006, 2010 e 2014, tentou a releição para o cargo de deputado, mas não consegui votos suficientes, assim como em 2008, para vereador de Curitiba, retornando as suas atividades de delegado de polícia.